# Gradac (żupania szybenicko-knińska)
Gradac – wieś w Chorwacji, w żupanii szybenicko-knińskiej, w gminie Ružić. W 2011 roku liczyła 317 mieszkańców.